# Колба Эрленмейера (Секретные материалы)
«Колба Эрленмейера» (англ. «The Erlenmeyer Flask») — двадцать четвёртый эпизод первого сезона сериала «Секретные материалы», главные герои которого — агенты ФБР, Фокс Малдер (Дэвид Духовны) и Дана Скалли (Джиллиан Андерсон), расследуют сложно поддающиеся научному объяснению преступления, называемые «Секретными материалами». В данном эпизоде Малдер и Скалли обнаруживают доказательства секретных экспериментов по созданию гибрида человека и инопланетянина, проводимых Консорциумом, который готов уничтожить и доказательства и любого, кто их получит. Эпизод, относящийся к «мифологии» сериала, ввёл дополнительные сюжетные линии, которые получили продолжение в следующих сезонах. К таковым относятся генетические эксперименты, гибриды человека и пришельца, эмбрионы пришельцев и ядовитая кровь взрослых особей, правительственный заговор и наёмные убийцы. Вместе с этим, сюжетная линия, связанная с Глубокой Глоткой, была завершена: информатор Малдера был убит, и, в дальнейшем, изредка появлялся различным персонажам сериала исключительно в качестве видения.
Премьера «Колбы Эрленмейера» состоялась 13 мая 1994 года на телеканале FOX, собрав у телеэкранов около 8 300 000 домохозяйств – рекордное количество зрителей для первого сезона. Эпизод был номинирован на премию «Эдгар» в номинации «Лучший эпизод телесериала» и получил положительные отзывы от критиков и членов съёмочной группы.

## Сюжет
В порту города Ардиса, штат Мэриленд, полицейские после длительной погони зажимают машину нарушителя в тупик. Оказав жёсткое сопротивление, водитель, доктор Уильям Секаре, прыгает в воду, будучи ранен из пистолета и оставив после себя на причале лишь следы зелёной жидкости.
По наводке Глубокой Глотки Малдер получает информацию о погоне, начиная следствие. Вместе со Скалли агент посещает лабораторию доктора Терренса Беруби, на машине которого пытался скрыться Секаре. Той же ночью Глубокая Глотка встречается с Малдером во второй раз и настаивает на том, чтобы Фокс продолжил расследование этого непонятного Малдеру дела. В лабораторию к работающему той же ночью Беруби приходит Человек с короткой стрижкой и убивает ученого, инсценировав самоубийство. Во время осмотра места происшествия Малдер находит колбу Эрленмейера с темной-красной жидкостью и этикеткой «Контроль чистоты». Скалли отвозит колбу в Джорджтаунский университет, где микробиолог Энн Карпентер анализирует содержимое сосуда. Малдер, обыскивая офис Беруби, обнаруживает ключи от склада. В это время Секаре, три дня прятавшийся под водой, звонит Беруби, приняв Малдера за своего друга. Малдер, не зная, что разговор прослушивает Человек с короткой стрижкой, пытается выяснить местонахождение Секаре, но тот теряет сознание из-за тяжелого ранения, и случайный прохожий вызывает «Скорую». В машине, при оказании помощи, медики теряют сознание, так как после введения декомпрессионной иглы из груди Секаре вырывается ядовитый газ. Сам Секаре, очнувшись, сбегает.
Выяснив местоположение склада по телефонным счетам Беруби, Малдер обнаруживает внутри помещения шесть больших аквариумов, в пяти из которых находятся живые люди, а шестой — пуст. Доктор Карпентер сообщает Скалли, что колба содержит образец не встречающейся в природе бактерии, которая может быть лишь внеземного происхождения. На выходе со склада Малдер подвергается преследованию, но ему удается сбежать. На следующий день Малдер приводит Скалли на склад, но тот оказывается абсолютно пустым. На выходе агентов встречает Глубокая Глотка, раскрывая информацию об экспериментах, которые проводил Беруби над смертельно больными людьми с применением внеземного вируса. Когда добровольцы излечились, но стало известно о намерениях Консорциума их уничтожить, Беруби помог Секаре сбежать.
Скалли возвращается в университет Джорджтауна и узнаёт, что доктор Карпентер и вся её семья погибли в автомобильной аварии. Малдер находит Секаре на чердаке дома Беруби, но следивший за ним Человек с короткой стрижкой убивает Секаре и похищает потерявшего сознание от ядовитого газа Малдера. Глубокая Глотка выходит на Скалли, предлагая обменять Малдера на эмбрион пришельца, который Скалли должна вынести из строго охраняемого научного центра, что ей удается. Однако получив эмбрион, Человек с короткой стрижкой убивает Глубокую Глотку на глазах у Скалли и скрывается, выбросив полуживого Малдера из фургона. Перед смертью Глубокая Глотка, обращаясь к Скалли, произносит свои последние слова: «Не доверяй никому».
Несколькими неделями позже подавленный Малдер звонит Скалли, чтобы проинформировать — «Секретные материалы» прикрыты. Тем временем Курильщик помещает эмбрион пришельца, добытый Скалли, в огромное хранилище Пентагона.

## Производство

### Сценарий
Крис Картер написал сценарий, который он охарактеризовал как «результат опыта, длиною в год». Картер пытался создать жесткую мифологию сериала, в «которой можно найти разные пути правительственной конспирации, которая обращается чем-то большим, чем просто летающие тарелки». Также эпизод является моментом откровения для персонажа Скалли — агент слышит от коллеги-ученого о том, что она имеет дело с настоящими внеземными материалами. Кроме того, сценаристы убили «Глубокую глотку», чтобы было очевидно, что любой персонаж, кроме Фокса Малдера и Даны Скалли, — расходный материал. В свою очередь, решение прикрыть «Секретные материалы» было принято, чтобы разделить Малдера и Скалли. Так продюсеры смогли обыграть беременность Джиллиан Андерсон, что значительно повлияло на развитие основной сюжетной линии сериала. Телеканал FOX боролся против этой идеи, опасаясь, что закрытие «Секретных материалов» может заставить зрителей подумать, будто шоу закончилось.
В основу сцены, в которой из тела доктора Секаре появляется ядовитый газ, лег случай с Глорией Рамирес, который произошел в Калифорнии в феврале 1994 года. Страдавшая от последней стадии рака Рамирес попала в реанимацию, и во время операции несколько сотрудников больницы упали в обморок, тогда как другие испытали нехватку воздуха и мышечные спазмы. Всем шестерым сотрудникам, пострадавшим в результате инцидента, потребовалась госпитализация, тогда как сама Рамирес умерла в ту же ночь.
Окончание же повторяет конец пилотной серии, включая сцены звонка Малдера Скалли в 23:21 и Курильщика, помещающего вещественное доказательство в хранилище Пентагона. Слоган эпизода «Не доверяй никому» впервые в истории сериала заменил обычную фразу «Истина где-то рядом».

### Съёмки
На съёмочной площадке в качестве режиссёра дебютировал ответственный продюсер «Секретных материалов» Боб Гудвин, посчитавший сценарий «наилучшим» за всю историю сериала на тот момент, благодаря сочетанию «радости и неприкрытого ужаса». Вспомогательную съёмочную группу возглавил Джозеф Патрик Финн, работавший практически независимо от основной. Именно он снял начальную сцену погони, в качестве локации выбрав заброшенную верфь в северной части Ванкувера. Гудвин был в восторге от этого места, назвав его «идеальным». Впоследствии эта же верфь использовалась для съёмок эпизода «Скромный». Также удачным оказалось местоположение склада, где Малдер находит аквариумы с телами. Помещение располагалось по адресу 1616 Пандора Стрит, и продюсеры решили оставить название без изменений как символ ящика Пандоры, который «открывает» Малдер.
В ходе съёмок неоднократно возникали сложности как технического, так и иного характера. Например, в сцене в лаборатории Беруби, Гудвин хотел, чтобы обезьяны «бесились» по команде, однако животные реагировали на людей далеко не всегда.  В сцене с замороженным эмбрионом тестовый дубль удался, но после того как было включено освещение, кукла, использовавшаяся в качестве гибрида пришельца и человека, начала быстро таять. В результате было принято решение поменять углы падения света. Всплытие доктора Секаре было сделано при помощи подъёмного крана, поднимавшего платформу, на которой стоял актёр Саймон Уэбб. Хотя постановщикам не удалось угадать нужную скорость подъема, Гудвин посчитал, что кадр удался на «ином уровне» и получился «восхитительным», хотя, в итоге, этот кадр все равно пришлось переснимать. По окончании съёмок группа с удивлением узнала, что Саймон Уэбб всё время страдал от боязни воды.

## Эфир и отзывы
Премьера «Колбы Эрленмейера» состоялась 13 мая 1994 на телеканале FOX. Рейтинг Нильсена составил 8,8 баллов с долей в 16,0, означающий, что примерно 10 процентов из всех оборудованных телевизором домозяйств в США  и 17 процентов от всех домохозяйств, смотревших телевизор в тот вечер, были настроены на премьеру эпизода. Количество домохозяйств, смотревших премьеру, оценивается в 8,3 миллиона, что является наивысшим значением для первого сезона «Секретных материалов».
Эпизод получил преимущественно положительные отзывы. Американская ассоциация писателей в мистическом жанре («Mystery Writers of America») номинировала эпизод на премию «Эдгар» как «Лучший эпизод телесериала», однако награда, в итоге, досталась сериалу «Полиция Нью-Йорка» . Джон Киган, обозреватель издания «Critical Myth», присвоил эпизоду 9 баллов из 10, назвав его «идеальным завершением первого сезона» и хорошим введением мифологии сериала. Мануэль Мендоса, журналист «The Dallas Morning News» сказал, что серии удалось объединить «абсолютно леденящие» кровь моменты вместе с «полностью дурацкими». Брюс Феттс («Entertainment Weekly») заключил, что смерть Глубокой Глотки сделала персонажа «очень реалистичным».
Члены съёмочной группы также восприняли серию позитивно. Крис Картер сказал, что эпизод «приносит лишь хорошие воспоминания» и «поистине завершает круг первого сезона». В частности, по словам Картера, эпизоду удалось достичь главной цели, а именно закрыть «Секретные материалы», тем самым «шокировав» множество зрителей. Гудвин назвал «все, связанное с эпизодом», «первоклассным»: актёрское мастерство, художественные образы, операторскую работу.